# Canton de Plabennec
Le canton de Plabennec est une circonscription électorale française située dans le département du Finistère et la région Bretagne.

## Histoire
Le canton de Plabennec a été créé en 1790.
Un nouveau découpage territorial du Finistère entre en vigueur à l'occasion des élections départementales de mars 2015, défini par le décret du 13 février 2014, en application des lois du 17 mai 2013 (loi organique 2013-402 et loi 2013-403). Les conseillers départementaux sont, à compter de ces élections, élus au scrutin majoritaire binominal mixte. Les électeurs de chaque canton élisent au Conseil départemental, nouvelle appellation du Conseil général, deux membres de sexe différent, qui se présentent en binôme de candidats. Les conseillers départementaux sont élus pour 6 ans au scrutin binominal majoritaire à deux tours, l'accès au second tour nécessitant 12,5 % des inscrits au 1er tour. En outre la totalité des conseillers départementaux est renouvelée. Ce nouveau mode de scrutin nécessite un redécoupage des cantons dont le nombre est divisé par deux avec arrondi à l'unité impaire supérieure si ce nombre n'est pas entier impair, assorti de conditions de seuils minimaux. Dans le Finistère, le nombre de cantons passe ainsi de 54 à 27. Le nombre de communes du canton de Plabennec passe de 9 à 13.
Le nouveau canton de Plabennec est formé de communes des anciens cantons de Plabennec (5 communes), de Ploudalmézeau (5 communes) et de Lannilis (3 communes). Le canton est entièrement inclus dans l'arrondissement de Brest. Le bureau centralisateur est situé à Plabennec.

## Représentation

### Conseillers d'arrondissement (de 1833 à 1940)
| Période                                  | Période      | Identité                                      | Étiquette                 | Qualité |
| ---------------------------------------- | ------------ | --------------------------------------------- | ------------------------- | --- |
| 1833                                     | 1833         | M. Billaut                                    |                           | Médecin |
| 1833                                     | 1839         | M. Rucard                                     |                           | Adjoint au maire de Plouguerneau                                                                            |
| 1839                                     | 1845         | Jean Joseph Prigent                           |                           | Juge de paix à Plabennec puis à Lesneven, propriétaire à Guipavas                                           |
|                                          |              |                                               |                           | |
| 1848                                     |              | Louis Gaspard Pidoux (1788-1869)              |                           | Juge de paix à Plabennec, ancien maire d'Orgelet (Jura), conseiller municipal de Brest                      |
|                                          |              |                                               |                           | |
| 1871                                     | 1880 (décès) | Yves-Marie Fagon (1812-1880)                  | Monarchiste               | Cultivateur, maire de Milizac (1868-1880)                                                                   |
| 1881                                     | 1893 (décès) | François Fagon (1834-1893, fils du précédent) | Monarchiste               | Cultivateur, maire de Milizac (1881-1893)                                                                   |
| 11 février 1894                          | 1919         | Vicomte Henri Aubert de Vincelles (1869-1923) | Monarchiste               | Maire de Lanarvily                                                                                          |
| 1919                                     | 1940         | Saïk Ar Gall (1882-1975) (François Le Gall)   | Républicain démocrate PDP | Cultivateur, conseiller municipal de Plabennec                                                              |
| 1940                                     |              |                                               |                           | Les conseils d'arrondissement ont été suspendus par la loi du 12 octobre 1940 et n'ont jamais été réactivés |
| Les données manquantes sont à compléter. |              |                                               |                           | |

### Conseillers généraux de 1833 à 2015
| Période | Période      | Identité                                                                 | Étiquette                         | Qualité |
| ------- | ------------ | ------------------------------------------------------------------------ | --------------------------------- | --- |
| 1833    | 1847         | Jean-Louis Chopin                                                        |                                   | Ancien notaire, maire de Plabennec (1844-1845)                                                                             |
| 1847    | 1848         | Noël Marie Mével (1793-1865)                                             |                                   | Notaire Maire de Saint-Renan                                                                                               |
| 1848    | 1856         | Charles de Kermenguy                                                     |                                   | Propriétaire, maire de Lanarvily                                                                                           |
| 1856    | 1865 (décès) | Théobald de Lacrosse                                                     | Conservateur                      | Colonel Député (1834-1851) - Sénateur (1852-1865)                                                                          |
| 1865    | 1869         | Charles Lavaud                                                           | Bonap.                            | Contre-amiral |
| 1869    | 1891 (décès) | Amédée Aubert de Vincelles (1836-1891)                                   | Monarchiste                       | Propriétaire Maire de Lanarvily                                                                                            |
| 1891    | 1894 (décès) | Aymar Joseph Marie de Blois de La Calande                                | Conservateur                      | Propriétaire à Coat-Méal                                                                                                   |
| 1895    | 1911 (décès) | Xavier Adam Marie de Blois de la Calande (1843-1911, frère du précédent) | Conservateur                      | Maire de Coat-Méal |
| 1911    | 1936 (décès) | André Le Bescond de Coatpont                                             | Conservateur                      | Propriétaire du Manoir du Rest à Plabennec                                                                                 |
| 1936    | 1940 (décès) | Louis Félix Anne Marie de Blois de La Calande                            | Conservateur                      | Officier, maire de Coat-Méal                                                                                               |
|         |              |                                                                          |                                   | |
| 1943    | 1945         | Alain de Kergariou (1894-1966)                                           |                                   | Pilote aviateur, maire de Bourg-Blanc Nommé conseiller départemental en 1943                                               |
|         |              |                                                                          |                                   | |
| 1945    | 1973         | Gabriel de Poulpiquet de Brescanvel                                      | DVD-RPF puis RS puis UNR puis UDR | Agriculteur Député (1958-1978) Maire de Coat-Méal (1945-1978) Conseiller régional                                          |
| 1973    | 1985         | Jean-Louis Goasduff                                                      | RPR                               | Agriculteur-aviculteur Député (1978-1997) Maire de Plabennec                                                               |
| 1985    | 2011         | Louis Coz                                                                | RPR puis UMP                      | Ancien directeur de la Maison familiale et rurale de Plabennec Maire de Plabennec                                          |
| 2011    | 2015         | Christian Plassard                                                       | PS                                | Médecin hospitalier Ancien Vice-Président de la Communauté de communes du Pays des Abers Conseiller municipal de Plabennec |

### Conseillers départementaux après 2015
| Période élective | Période élective | Mandat | Mandat                   | Identité                  | Nuance | Nuance | Qualité                                                                            |
| ---------------- | ---------------- | ------ | ------------------------ | ------------------------- | ------ | ------ | ---------------------------------------------------------------------------------- |
| 2015             | 2021             | 2015   | 2021                     | Bernard Gibergues         |        | LR     | Retraité Maire de Bourg-Blanc (depuis 2014)                                        |
| 2015             | 2021             | 2015   | 2021                     | Marguerite Lamour         |        | LR     | Assistante administrative Maire de Ploudalmézeau (depuis 2001) Députée (2002-2012) |
| 2021             | 2028             | 2021   | juillet 2025 (démission) | Marguerite Lamour         |        | LR     | Conseillère sortante                                                               |
| 2021             | 2028             | 2021   | en cours                 | Guy Taloc                 |        | DVD    | Retraité, maire de Tréglonou                                                       |
| 2021             | 2028             | 2025   | en cours                 | Marie-Annick Créac'hcadec |        | LR     | Maire de Plabennec                                                                 |

### Résultats détaillés

#### Élections de mars 2015
À l'issue du 1er tour des élections départementales de 2015, deux binômes sont en ballottage : Bernard Gibergues et Marguerite Lamour (Union de la Droite, 51,15 %) et Loïc Gueganton et Hélène Tonard (PS, 32,55 %). Le taux de participation est de 52,8 % (15 889 votants sur 30 095 inscrits) contre 51,11 % au niveau départementalet 50,17 % au niveau national.
Au second tour, Bernard Gibergues et Marguerite Lamour (Union de la Droite) sont élus avec 58,92 % des suffrages exprimés et un taux de participation de 50,15 % (8 362 voix pour 15 095 votants et 30 097 inscrits).

#### Élections de juin 2021
Le premier tour des élections départementales de 2021 est marqué par un très faible taux de participation (33,26 % au niveau national). Dans le canton de Plabennec, ce taux de participation est de 36,49 % (11 577 votants sur 31 730 inscrits) contre 35,55 % au niveau départemental. À l'issue de ce premier tour, deux binômes sont en ballottage : Marguerite Lamour et Guy Taloc (Union au centre et à droite, 54,28 %) et Nadine Kassis et Mickaël Quemener (DVG, 33,24 %).
Le second tour des élections est marqué une nouvelle fois par une abstention massive équivalente au premier tour. Les taux de participation sont de 34,36 % au niveau national, 36,76 % dans le département et 36,77 % dans le canton de Plabennec. Marguerite Lamour et Guy Taloc (Union au centre et à droite) sont élus avec 62,95 % des suffrages exprimés (6 982 voix pour 11 659 votants et 31 712 inscrits),,. 

## Composition

### Composition avant 2015

Situation du canton de Plabennec dans le département du Finistère avant 2015.

Le canton de Plabennec regroupait neuf communes.
| Nom                   | Code Insee | Codepostal | Superficie (km2) | Population (dernière pop. légale) | Densité (hab./km2) |
| --------------------- | ---------- | ---------- | ---------------- | --------------------------------- | ------------------ |
| Plabennec (chef-lieu) | 29160      | 29860      | 50,43            | 8 277 (2012)                      | 164                |
| Bourg-Blanc           | 29015      | 29860      | 28,31            | 3 402 (2012)                      | 120                |
| Coat-Méal             | 29035      | 29870      | 10,82            | 1 057 (2012)                      | 98                 |
| Le Drennec            | 29047      | 29860      | 9,50             | 1 782 (2012)                      | 188                |
| Kernilis              | 29093      | 29260      | 10,13            | 1 411 (2012)                      | 139                |
| Kersaint-Plabennec    | 29095      | 29860      | 11,95            | 1 344 (2012)                      | 112                |
| Lanarvily             | 29100      | 29260      | 5,92             | 435 (2012)                        | 73                 |
| Loc-Brévalaire        | 29126      | 29260      | 1,67             | 202 (2012)                        | 121                |
| Plouvien              | 29209      | 29860      | 33,51            | 3 708 (2012)                      | 111                |

### Composition à partir de 2015
Le canton de Plabennec comprend désormais treize communes entières
| Nom                               | Code Insee | Intercommunalité            | Superficie (km2) | Population (dernière pop. légale) | Densité (hab./km2) | Modifier                                    |
| --------------------------------- | ---------- | --------------------------- | ---------------- | --------------------------------- | ------------------ | ------------------------------------------- |
| Plabennec (bureau centralisateur) | 29160      | CC du pays des Abers        | 50,43            | 8 633 (2022)                      | 171                | modifier les données · modifier les données |
| Bourg-Blanc                       | 29015      | CC du pays des Abers        | 28,31            | 3 544 (2022)                      | 125                | modifier les données · modifier les données |
| Coat-Méal                         | 29035      | CC du pays des Abers        | 10,82            | 1 135 (2022)                      | 105                | modifier les données · modifier les données |
| Kersaint-Plabennec                | 29095      | CC du pays des Abers        | 11,95            | 1 537 (2022)                      | 129                | modifier les données · modifier les données |
| Lampaul-Ploudalmézeau             | 29099      | CC Pays d'Iroise Communauté | 6,35             | 815 (2022)                        | 128                | modifier les données · modifier les données |
| Landéda                           | 29101      | CC du pays des Abers        | 10,98            | 3 695 (2022)                      | 337                | modifier les données · modifier les données |
| Landunvez                         | 29109      | CC Pays d'Iroise Communauté | 13,53            | 1 548 (2022)                      | 114                | modifier les données · modifier les données |
| Lannilis                          | 29117      | CC du pays des Abers        | 23,52            | 5 712 (2022)                      | 243                | modifier les données · modifier les données |
| Ploudalmézeau                     | 29178      | CC Pays d'Iroise Communauté | 23,18            | 6 440 (2022)                      | 278                | modifier les données · modifier les données |
| Plouguin                          | 29196      | CC du pays des Abers        | 31,02            | 2 236 (2022)                      | 72                 | modifier les données · modifier les données |
| Plouvien                          | 29209      | CC du pays des Abers        | 33,51            | 3 930 (2022)                      | 117                | modifier les données · modifier les données |
| Saint-Pabu                        | 29257      | CC du pays des Abers        | 9,94             | 2 078 (2022)                      | 209                | modifier les données · modifier les données |
| Tréglonou                         | 29290      | CC du pays des Abers        | 6,04             | 689 (2022)                        | 114                | modifier les données · modifier les données |
| Canton de Plabennec               | 2918       |                             | 259,58           | 41 992 (2022)                     | 162                | modifier les données                        |

## Démographie

### Démographie avant 2015
| 1962   | 1968   | 1975   | 1982   | 1990   | 1999   | 2006   | 2011   | 2012   |
| ------ | ------ | ------ | ------ | ------ | ------ | ------ | ------ | ------ |
| 11 676 | 11 765 | 13 345 | 16 182 | 17 241 | 18 154 | 19 891 | 21 532 | 21 618 |

### Démographie depuis 2015
En 2022, le canton comptait 41 992 habitants, en évolution de +3,02 % par rapport à 2016 (Finistère : +2,16 %, France hors Mayotte : +2,11 %).
| 2013   | 2018   | 2022   |
| ------ | ------ | ------ |
| 40 177 | 41 126 | 41 992 |